# Didot (police de caractères)
Didot est un groupe de polices avec empattements néo-classique, nommé d’après le graveur Firmin Didot.
Les premiers caractères Didot sont gravés et fondus à Paris par Firmin Didot entre 1784 et 1811, et utilisés par l’imprimeur Pierre Didot, son frère aîné.
Les polices qui en dérivent, dites « didones », ont exercé une forte influence sur la typographie contemporaine.

## Historique
Cette police de caractère va imposer le nom de sa famille typographique, les didones, en raison de l’importance de la famille Didot dans l’industrie de la typographie au XIXe siècle, mais aussi du fait de ses caractéristiques : Son épuration, ses contrastes et la finesse de ses empattements la caractérisent plus que tout. Cette police va s’imposer au cours du XIXe siècle au détriment de la Garamond et représenter l’industrie, la bourgeoisie et l’Empire.
La police Didot est créée entre 1784 et 1811 par Firmin Didot, puis utilisée par l’imprimeur Pierre Didot, son frère.
Firmin Didot est le membre le plus célèbre d’une dynastie d’imprimeurs, éditeurs et typographes français, la famille Didot, qui commence au début du XVIIe siècle et se poursuit encore de nos jours.
C’est un graveur fondeur, mais également député d’Eure-et-Loir, de 1827 à 1836, il siège dans la majorité soutenant les ministères de la monarchie de Juillet et défend les intérêts de la librairie et de la presse.
Le Didot fait partie des polices avec empattements et a ainsi donné son nom à une nouvelle famille, les didones, qui ont inspiré beaucoup de graphistes à travers le monde, dont Ann Pomeroy, créatrice de la police Keynote.

## Usage de la police
L’apparition des didones, à la fin du XVIIIe siècle, résultait moins d’un progrès dans l’art des graveurs que de l’apparition d’une nouvelle qualité de papier vergé, et d’encres à séchage rapide, évitant de faire « baver » les lettres.
Associées dès le règne de Napoléon à une typographie « à la française », les didones furent massivement utilisées en France de 1810 aux années 1950 pour les imprimés réglementaires, les manuels scolaires, et une grande partie de l’édition scientifique.
La Révolution approchant et le Garamond représentant l’Ancien Régime, le Didot va symboliser le renouveau et être adoptée par l’imprimerie Royale (devenue l’Imprimerie nationale). C’est un caractère droit et dépouillé de toutes fioritures. Cela lui donne une allure formelle et juste. Les angles marqués de ses empattements démarquent cette police de ses contemporaines.
Ce caractère typographique représente la modernité et l’industrialisation naissante. Si l’on devait désigner une police emblématique du XIXe siècle, ce serait sans aucun doute celle-ci.
Son dessin épuré lui permet d’être adopté même en dehors des frontières (ce caractère va s’imposer dans l’Empire britannique ou encore l’Italie).
Certains grands auteurs publiaient leurs ouvrages dans cette police et la constitution française de 1791 a été rédigée avec elle. Cela lui confère encore plus d’importance et lui permet de s’imposer dans la quasi-totalité du continent européen à l’époque.
Mais de nos jours, à l’ère de la bureautique, l’emploi de cette police a largement régressé, même en France : une des principales causes est sans doute la résolution trop faible des écrans d’ordinateur, qui « gomme » ou « crenèle » les déliés.

## Reconnaître la police

### Le contraste
Le dessin du Didot repose sur un contraste fort entre les pleins, noirs et imposants, et les déliés, fins et délicats.

### Empattements
L’empattement est un trait fin et simple qui permet à la police d’être assise sur la ligne de lecture. Dans le Didot cet empattement et la lettre forment un angle droit parfait.

### Les ligatures
Le Didot utilise les ligatures, qui représentent la jonction de deux lettres pour ne former plus qu’un seul nouveau caractère. Les ligatures linguistiques « æ » et « œ » sont représentées ainsi que des ligatures esthétiques comme « fl  », « fi  » et « of ».

## Les ressemblances

### Le Baskerville
Le Baskerville fut créée à la même époque. Le contraste entre pleins et déliés est marqué et les hampes sont assez verticales.
Le baskerville est une typographie plus écrasée avec un empattement plus lourd et plus garni.

### Le Bodoni
Le Bodoni, créée à la même époque en Italie, servira d’inspiration lors de la création du Didot.
Les différences sont très légères, les empattements du Bodoni sont un peu plus épais, le jambage supérieur du Bodoni est légèrement en biseau contrairement au Didot beaucoup plus strict et droit.
La police Didot est légèrement plus étirée que le Bodoni, on le voit sur les points des i et j et les jambages inférieurs.

## Lisibilité de la police
Le Didot à un empattement représenté par un trait fin lui permettant d’être assis sur la ligne de lecture. Mais cette assise ne lui donne pas plus de lisibilité qu’une police qui imite l’écriture manuelle comme le Garamond, puisqu’elle est plutôt droite, stricte et formelle.
De plus à cause du contraste entre ses forts pleins et ses fins déliés, le Didot ne facilite pas toujours la lecture, contrairement au Garamond qui a pour lui beaucoup plus d’équilibre et un dessin généreux, outre une lecture agréable et plus fluide que le Didot.

## Le Didot aujourd’hui
La police Didot a perdu de sa superbe au début des années 2000, elle ne s’est pas imposée sur le web par exemple à cause de la faible résolution des écrans, qui ne pouvaient retranscrire la finesse de ses empattements, ce qui la rendait illisible.
La police Didot est donc aujourd’hui beaucoup moins utilisée. Elle est cependant toujours synonyme de rigueur et gage de qualité, c’est pourquoi le média CBS News l’utilise pour son logo. Elle est aussi très reprise dans la mode avec les magazines Vanity Fair, Vogue et Elle. Pendant un temps synonyme de sagesse et d’officialité, le Didot s’est ensuite décontracté et popularisé avec le logo de Sex and the City en 1998.